# Classe Iowa
La classe Iowa est une série de cuirassés rapides construits pour l’US Navy durant la Seconde Guerre mondiale comportant quatre unités (six commandées initialement). Ces bâtiments furent engagés dans les campagnes du Pacifique. C'est à bord de l'un d'entre eux, l'USS Missouri, que fut signée la capitulation du Japon mettant fin à la Seconde Guerre mondiale. Ils servirent encore durant la guerre de Corée ; et l'un d'entre eux participa (en 1968-1969) à une partie du conflit vietnamien. Mis en réserve, ils furent modernisés et remis en service au début des années 1980 dans le cadre du plan pour une marine de 600 navires lancé sous la présidence Reagan. Ils seront engagés au cours de la guerre du Liban (1982-1985) et une ultime fois en 1990, pour la guerre du Golfe. En raison de leurs équipages trop nombreux pour un besoin opérationnel moins pertinent, ils ont ensuite été versés dans la flotte de réserve, avant d'être, en mars 2006, définitivement rayés de la liste des bâtiments de l'US Navy.
Les Iowa ont été construits dans un laps de temps relativement court ; ils sont les derniers représentants de la catégorie des cuirassés, bien que le bâtiment de ligne britannique HMS Vanguard soit entré en service après eux. Lors de leur mise en service, ces bâtiments venaient de perdre le caractère prééminent de capital ship qui leur était précédemment dévolu. En effet, l'avion avait alors supplanté les gros canons dans les batailles navales désormais menées depuis des porte-avions. Les grosses pièces d'artillerie dont ils étaient dotés furent malgré tout utiles pour appuyer les nombreuses opérations amphibies menées par les États-Unis durant la guerre du Pacifique puis, dans les conflits suivants, pour des tirs contre la terre à longue distance. Vers la fin de leur carrière, les Iowa ont été reconvertis en tant que plateformes de lancement de missiles de croisière contre des cibles terrestres.

## Historique

### Conception et construction
La conception de la classe Iowa démarra début 1938 : il s'agissait de construire des vaisseaux rapides capables d'escorter les porte-avions. Les Iowa purent être conçus pratiquement sans limitation de tonnage et d'armement. Les limites fixées à 35 000 tonnes par le traité de Washington et la conférence de Londres étaient, à l'époque, toujours en vigueur sur le papier, mais, en pratique, n'étaient plus respectées. Le tonnage officiel est de 45 000 t mais en réalité il approche les 57 000 t.
La classe Iowa fut conçue à partir de la coque des cuirassés de la classe South Dakota qui l'avait précédée ; une étude avait en effet démontré que cette coque une fois allongée pouvait atteindre les 33 nœuds souhaités. Les Iowa devaient initialement recevoir le même armement principal que les South Dakota, c'est-à-dire des pièces de 406 mm Mark VI de 45 calibres. Toutefois, pour pouvoir faire jeu égal avec les canons des cuirassés de la classe Yamato, il fut décidé d'installer la nouvelle pièce Mark VII de 50 calibres, qui pouvait tirer des projectiles de même diamètre mais plus lourds. On ne put par contre renforcer le blindage de manière à égaler l'épaisseur du blindage des cuirassés japonais, car cela aurait réduit la vitesse. Le plan de construction fut figé en 1939 : les trois premiers navires devaient être construits le plus rapidement possible tandis que la livraison des trois suivants était retardée pour leur permettre de recevoir la tourelle Mark VII. La priorité, à l'époque, était donnée à la vitesse sur l'armement. Le financement fut approuvé dans le cadre des budgets 1940 et 1941, il était prévu une enveloppe de 125 millions de dollars par navire qui fut approuvée par le Congrès américain, mais qui ne fut finalement pas complètement utilisée.
Les navires de la classe Iowa furent construits dans trois chantiers navals : les BB-61 et BB-63 dans le chantier naval de la Navy à Brooklyn, dans l’État de New York, les BB-62, BB-64 et BB-65 dans le chantier naval de la Navy à Philadelphie, Pennsylvanie. La dernière unité, le BB-66, était construit au chantier naval de Norfolk, à Portsmouth en Virginie. Les BB-65 et BB-66 ne furent jamais achevés. Il s'écoula, pour les quatre navires achevés, de 2 à 3 ans entre la pose de la quille et le lancement, délai auquel il faut ajouter les 4 à 5 mois passés à quai pour achever l'armement des navires.

### Comparaison
Voici les comparaisons des devis de poids de plusieurs navires de ligne américains et européens construit dans les années 1930/1940 :
| Parties constitutives du navire | Dunkerque | Richelieu | King George V | North Carolina | Iowa     | Scharnhorst | Bismarck | Vittorio Veneto |
| ------------------------------- | --------- | --------- | ------------- | -------------- | -------- | ----------- | -------- | --------------- |
| Coque                           | 9 778 t   | 12 982 t  | 14 965 t      | 11 023 t       | 13 500 t | 10 697 t    | 14 319 t | 15 219 t        |
| Artillerie                      | 4 858 t   | 6 130 t   | 6 765 t       | 8 120 t        | 10 800 t | 5 121 t     | 7 453 t  | 6 569 t         |
| Blindage                        | 11 040 t  | 16 045 t  | 12 500 t      | 13 976 t       | 18 700 t | 14 006 t    | 17 256 t | 13 545 t        |
| Machines                        | 2 214 t   | 2 865 t   | 2 700 t       | 1 881 t        | 2 500 t  | 2 578 t     | 2 756 t  | 2 405 t         |
| Déplacement « lège »            | 27 910 t  | 38 022 t  | 36 930 t      | 35 000 t       | 45 500 t | 32 402 t    | 41 784 t | 37 738 t        |
| Combustible                     | 3 840 t   | 5 810 t   | 3 760 t       | 6 592 t        | 7 251 t  | 2 439 t     | 3 388 t  | 4 100 t         |
| Déplacement « normal »          | 31 730 t  | 43 832 t  | 40 990 t      | 41 592 t       | 52 751 t | 34 841 t    | 45 172 t | 41 838 t        |

### Les unités
Comme il est de tradition dans l’US Navy, les six unités prévues reçurent toutes le nom d'un État des États-Unis. Les Iowa servirent durant la Seconde Guerre mondiale, la guerre de Corée, la guerre du Viêt Nam (une seule unité) et la deuxième guerre du Golfe (deux unités). En temps de paix, les unités étaient mises en réserve à cause des coûts élevés du personnel nécessaire pour entretenir le navire et maintenir en état de fonctionnement son artillerie lourde.

#### USSIowa(BB-61)
L'USS Iowa fut la première unité à entrer en service. Sa quille fut posée le 27 juin 1940 et il entra en service le 22 février 1943. Il servit dans la guerre du Pacifique au cours de laquelle il participa entre autres à la bataille de la mer des Philippines. Après avoir été placé brièvement dans la flotte de réserve, l’Iowa reprit du service dans la guerre de Corée durant laquelle il bombarda les côtes coréennes. En 1958, l’Iowa fut de nouveau mis en réserve jusqu'en 1984. Cette année-là, le navire fut remis en service dans le cadre du plan de Ronald Reagan de la « marine de 600 navires ». Il fut alors utilisé entre autres au Nicaragua et dans le golfe Persique. Il fut replacé en réserve en 1990 et rayé des cadres de la flotte en 1995 puis réintégré peu de temps après dans la flotte de réserve où il figurait toujours en 2006. Il était mouillé dans la Suisun Bay au nord-est de San Francisco. En 2012, il est transformé en navire musée, remorqué et mouillé de façon permanente dans le port de Los Angeles en Californie où il accueille des visiteurs tous les jours. L’Iowa est resté en service actif 18 ans et 11 mois entre 1943 et 1990.

#### USSNew Jersey(BB-62)
L'USS New Jersey fut mis sur cale le 16 septembre 1940 et mis en service le 23 mai 1943. Durant la Seconde Guerre mondiale, il prit part entre autres au bombardement de Saipan, puis plus tard défendit une flottille de porte-avions devant Okinawa. Après avoir été intégré brièvement dans la flotte de réserve surnommée Mothball fleet, le New Jersey bombarda, durant la guerre de Corée, les côtes de Wonsan et d'autres villes de Corée du Nord puis fut retiré du service actif en 1957. Le New Jersey fut le seul navire de la classe Iowa à participer à la guerre du Viêt Nam : là-bas, il tira près de 3 000 projectiles avec son artillerie principale. De 1969 à 1982, il participa à plusieurs grandes manœuvres avant d'être retiré du service en 1991 et rayé des cadres de la flotte en 1995. Le New Jersey a aussi servi à bombarder les côtes irakiennes et koweïtiennes durant la guerre du Golfe de 1991. Le New Jersey est aujourd'hui mouillé à Camden dans le New Jersey, où il peut être visité. Le New Jersey est resté en service actif durant 21 ans et 5 mois.

#### USSMissouri(BB-63)
L'USS Missouri fut mis sur cale le 6 janvier 1941 et mis en service le 11 juin 1944. Durant la Seconde Guerre mondiale, il prit part, entre autres, à la bataille d'Iwo Jima et bombarda, peu de temps avant la fin de la guerre, les installations industrielles d'Hichiti au Japon. Le 2 septembre 1945, la capitulation sans conditions du Japon fut signée à son bord par Mamoru Shigemitsu en présence de l'amiral Chester Nimitz et du général des armées Douglas MacArthur. En 1950, le Missouri participa au bombardement des côtes de la Corée puis fut retiré du service en 1955. En 1986, il fut réactivé une première fois et participa en 1991 à l'opération Desert Storm durant laquelle il utilisa son artillerie mais lança également des missiles. Le Missouri fut mis en réserve en 1995 puis rayé des cadres de la flotte la même année. Aujourd'hui, il est transformé en bateau musée à Pearl Harbor, Hawaï. Le Missouri est resté en tout 16 ans et 4 mois en service actif.

#### USSWisconsin(BB-64)
L'USS Wisconsin fut mis sur cale le 25 janvier 1941 et entra en service le 16 avril 1943. Durant la Seconde Guerre mondiale, il participa à la prise d'Iwo Jima et fut également utilisé pour la conquête des principales îles japonaises. La première mise en réserve eut lieu en 1948 mais, en 1951, il fut réactivé pour participer à la guerre de Corée. En 1958, il fut remis en réserve. En 1988, le Wisconsin entra une troisième fois en service et il participa à la guerre du Golfe en 1991. Il tira contre le territoire irakien 24 missiles dont les lanceurs avaient, à l'époque, été installés entre les cheminées. Il fut remis dans la réserve en 1991 puis rayé des registres en 1995. En 1998, il fut néanmoins réintégré dans la flotte et resta dans la réserve jusqu'en 2006. Depuis 2000, il est à quai devant le Nauticus National Maritime Center, un musée maritime à Norfolk, en Virginie où il peut être visité. Le navire passa en tout 13 ans et 11 mois en service actif.

#### USSIllinois(BB-65)
L'USS Illinois fut mis sur cale le 15 janvier 1945 mais sa construction fut arrêtée le 12 août de la même année. À cette date, la construction de la coque était achevée à 22 %. La coque fut vendue pour la ferraille en 1948.

#### USSKentucky(BB-66)

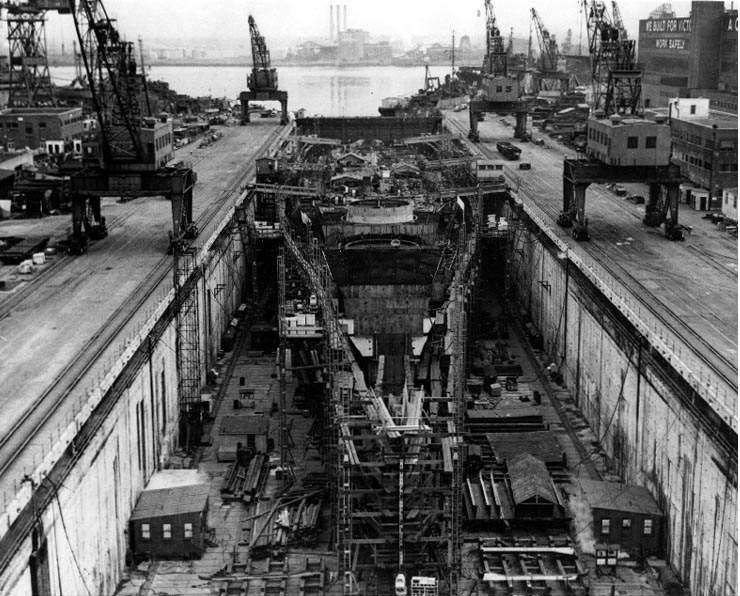
Le Kentucky en construction en 1946

L'USS Kentucky fut mis sur cale le 6 décembre 1944 mais sa construction fut arrêtée le 17 février 1947. À cette date, la construction de la coque était achevée à 72 %. Le navire resta inachevé en cale sèche puis le long d'un quai à Newport News. En 1958, l’US Navy décida finalement qu'elle n'avait pas d'emploi pour cette coque et celle-ci fut vendue pour la ferraille à la société Boston Metals Company.

### Projets de refonte après la Seconde Guerre mondiale
Dès la première mise en réserve des Iowa après la Seconde Guerre mondiale, il existait des plans de refonte, qui concernaient en particulier l'USS Kentucky inachevé mais également les unités en service. Après la guerre du Viêt Nam, il y eut de nouveaux plans de refonte visant à adapter les cuirassés à de nouveaux types d'engagements.

#### Transformés en plates-formes d'artillerie mobiles

##### 1956
En 1956, deux concepts étaient envisagés : transformer le navire en navire de défense antiaérienne ou en faire un navire lance-missiles.
Dans la première hypothèse, les tourelles de 406 mm étaient enlevées et remplacées par des pièces antiaériennes à quatre tubes de 203 mm qui tiraient des munitions propulsées sous-calibrées contre avion avec une fréquence de tir pouvant atteindre sept coups par minute.
Dans la seconde hypothèse, la reconversion était encore plus radicale. Deux options étaient proposées en 1956. La première, au prix de 280 millions de dollars par navire (un milliard de dollars actuels sur la base d'une inflation de 2,5 %), les tourelles de 406 mm étaient également débarquées, l'arme principale était constituée de 16 missiles Polaris intercontinentaux pour lesquels un massif était construit au milieu du navire, nécessitant le déplacement des cheminées. L'armement défensif était constitué de missiles anti-aériens : 12 lanceurs doubles de missiles Tartar à moyenne portée situés le long du bateau, avec 504 missiles stockés à bord, et deux lance-missiles doubles Talos à longue portée installés à la poupe et à la proue, avec 320 missiles en stock. Seule la coque devait rester intacte, les superstructures elles-mêmes devant être profondément remaniées pour laisser la place au massif de lancement des missiles intercontinentaux.
La deuxième option, d'un coût de 130 millions de dollars, consistait à remplacer une partie des machines par 12 missiles Polaris et à confier la défense anti-aérienne à quatre lanceurs Tartar et deux lanceurs Talos. Des pièces de 76 mm auraient également été installées.

##### 1958

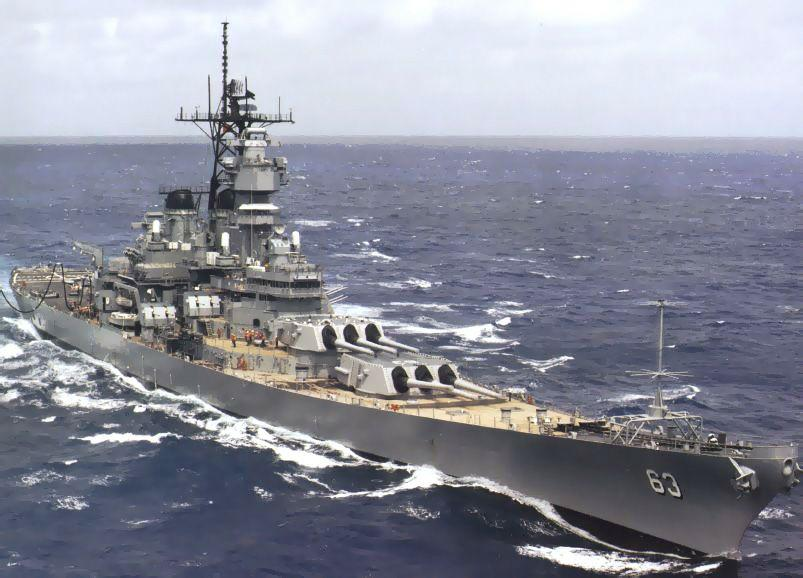
Le Missouri après refonte dans les années 1980

En 1958, après la mise à la ferraille du Kentucky, des plans de refonte furent établis pour les quatre cuirassés qui avaient été mis en réserve cette année-là. La première proposition consistait à conserver les tourelles de 406 mm avant, remplacer la tourelle arrière par un lance-missiles de type Talos et installer à mi-longueur 16 missiles intercontinentaux Polaris. Dans la deuxième proposition, les tourelles de 406 mm étaient toutes supprimées, le cuirassé conservait deux tourelles de 127 mm et deux lanceurs Tatar et deux lanceurs Talos étaient installés au milieu du navire ainsi qu'un lanceur ASROC à huit tubes. L'armement principal était constitué par les 16 Polaris. Le prix de la refonte se montait à 196 millions de dollars.

##### Conclusion
Aucune de ces refontes ne fut réalisée, essentiellement à cause du coût qui à l'époque paraissait très élevé comparé à la construction d'un navire neuf. Mais il y avait également des obstacles pratiques : les navires auraient dû être parfaitement stabilisés dans l'axe longitudinal pour pouvoir lancer en toute sécurité les missiles intercontinentaux. Apparemment, ce problème ne fut jamais complètement résolu et les installations de lancement Polaris ne furent finalement montés qu'à bord de sous-marins.

#### Porte-hélicoptères et porte-avions
En 1962, on établit des plans pour convertir les cuirassés à la guerre amphibie. Les Iowa devaient être transformés en une combinaison de porte-hélicoptères et de transport de chaland de débarquement. À cet effet, après dépose de la tourelle 3, un pont d'atterrissage surélevé devait être installé avec un hangar pour hélicoptères en dessous ; les péniches de débarquement étaient accrochées par des bossoirs le long des bastingages. Il était prévu que le bateau embarque 1 800 marines. Les Iowa pouvaient appuyer les unités au cours du débarquement grâce aux tourelles avant de 406 mm.
Dans les années 1990, il y eut de nouveau plusieurs propositions de refonte, qui devaient transformer les cuirassés en porte-avions de petite capacité. Dans la phase II de ce plan, la partie arrière du navire devait être surélevée de manière à aménager une piste d'atterrissage de 90 à 100 mètres ; à gauche et à droite de la cheminée arrière, il y aurait eu un petit tremplin pour le décollage ; il était prévu d'embarquer 12 Harrier. Juste derrière la cheminée arrière, un système de lancement vertical devait être installé. La marine repoussa toutefois ce plan.

### La modernisation du début des années 1980

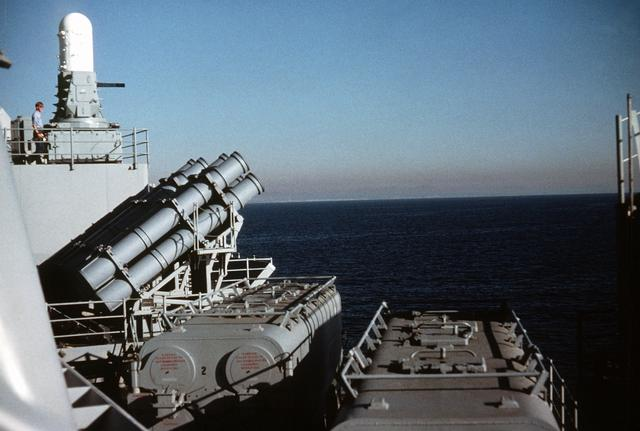
Les nouvelles armes de gauche à droite : Phalanx CIWS, Harpoon, Tomahawk

Au début des années 1980, les quatre Iowa furent sortis de la réserve et réintégrèrent la flotte. À l'origine de cette décision, on trouve d'abord l'arrivée des navires de combat russes de la classe Kirov. Dans le contexte du programme de Ronald Reagan des « 600 navires » qui venait d'être lancé, les Iowa étaient la réponse la plus puissante et la plus appropriée aux Kirov. La modernisation des quatre navires coûta à l'époque 1,7 milliard de dollars.
Dans le cadre de cette refonte, les canons de la défense antiaérienne furent supprimés et des systèmes de missiles contre but terrestre et marin furent installés. Comme les navires n'avaient plus d'armes pour se défendre contre les attaques aériennes, ils auraient dû recevoir un nouveau système de missile RIM-7 Sea Sparrow ; mais il ne fut pas possible de trouver un endroit où le radar associé à ce système puisse résister aux chocs engendrés par les tirs de l'armement principal. Aussi les Iowa restèrent sans défense antiaérienne, hormis quatre systèmes de défense rapprochée Phalanx CIWS contre les missiles et cinq postes de tir pour des FIM-92 Stinger.
Dans le cadre de cette refonte, un radar moderne chargé de la désignation des objectifs pour les systèmes de missiles fut installé sur un nouveau mât près la cheminée avant tandis que le mât arrière était enlevé. Après la disparition de toutes les petites armes antiaériennes dans le cadre de la refonte, le pont était bien plus dégagé.

### Les dernières années

#### Dans la flotte de réserve jusqu'en 2006

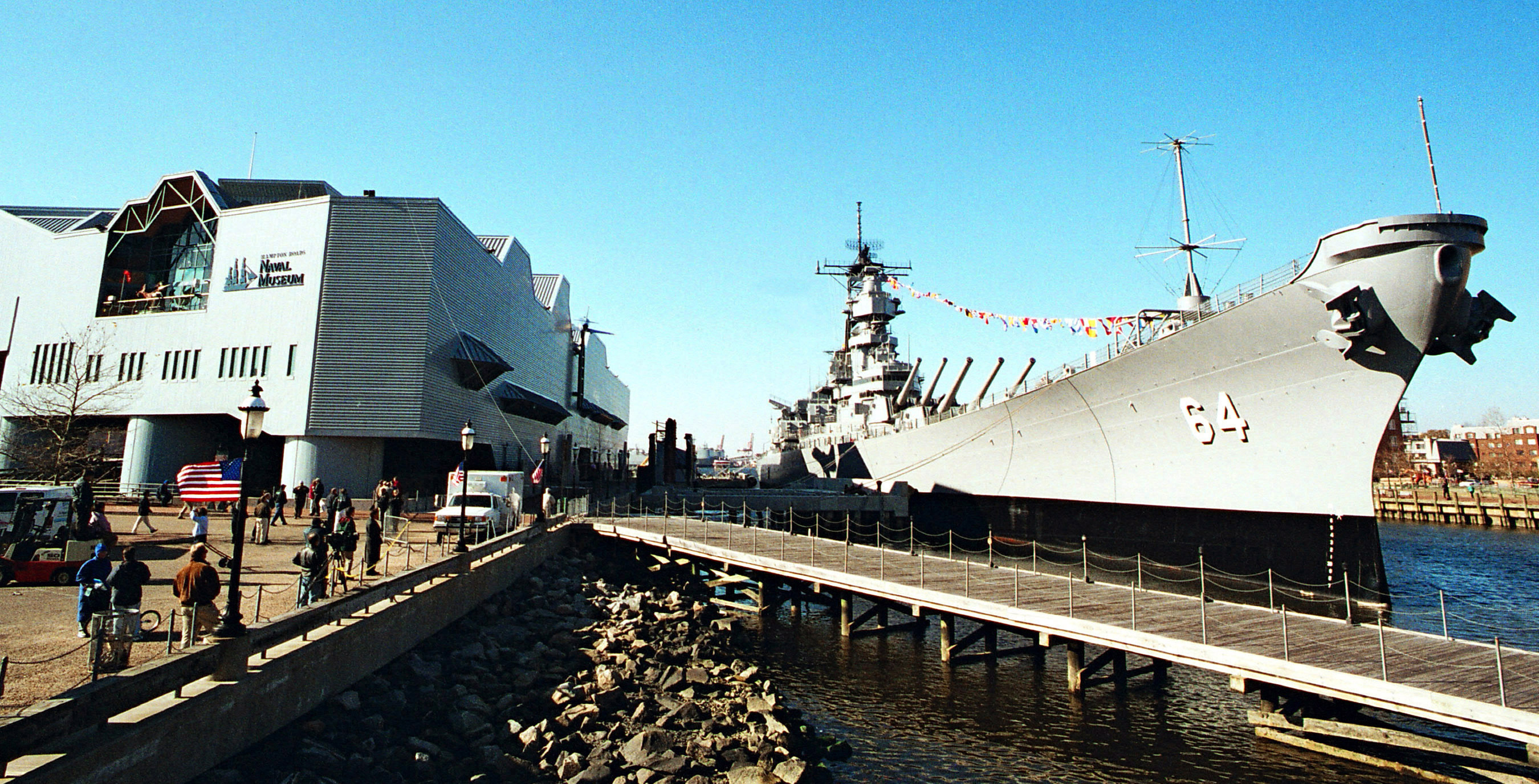
Le Wisconsin bien que faisant partie de la Réserve pouvait être visité

En 1995 la suppression définitive des quatre cuirassés de la flotte ne se fit pas sans controverse, en particulier le corps des Marines craignait qu'après leur retrait les futurs débarquements amphibies ne disposent plus d'une artillerie de marine suffisamment puissante. Il fut mis en avant, en particulier, que la future génération de destroyers de la classe Zumwalt ne pourrait fournir cette puissance de feu qu'à partir de sa mise en service vers 2013. On opposa que ce type de bombardements côtiers intensifs n'était plus nécessaire, dans la mesure où il n'existait plus dans le monde de véritables défenses côtières et que celles-ci pouvaient être de toute façon combattues à l'aide d'opérations héliportées.
En 1996 le Congrès décida donc que deux des cuirassés devaient être conservés dans les registres de la flotte ce qui fut spécifié dans la section 1011 du National Defense Authorization Act de 1996 qui fut approuvé.

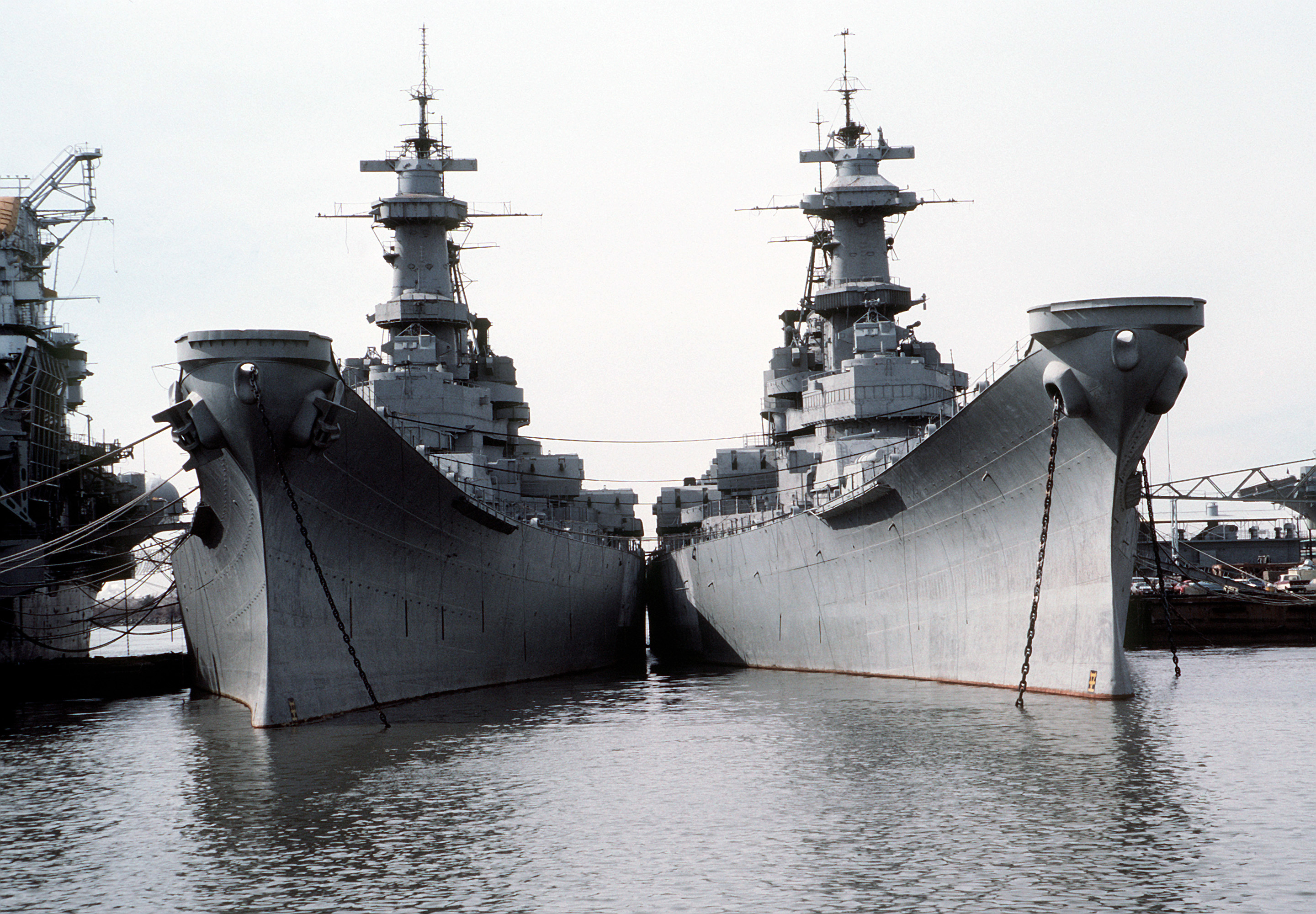
Iowa et Wisconsin côte à côte en 1982

À la suite de cette décision les Iowa et Wisconsin furent versés dans la flotte de réserve de l’US Navy qui en assura l'entretien pour un coût de 250 000 dollars par an. Dans la mesure où les navires avaient moins de 20 ans de service, soit la moitié de la durée de vie prévue, une réactivation paraissait réalisable. On pouvait compter sur les 34 canons de l'artillerie principale et plusieurs milliers d'obus toujours disponibles. Par contre la réactivation des missiles Tomahawk serait plus difficile car les modèles de missile encore en fabrication n'étaient plus compatibles avec les systèmes de tir installés sur les cuirassés.
Selon le rapport de U.S. Government Accountability Office de novembre 2004 les coûts de réactivation en 1999 étaient estimés à 430 millions de dollars pour les deux navires, en particulier la poudre pour l'artillerie principale devait être remise en fabrication pour la somme de 110 millions d'euros auquel il fallait ajouter la formation du personnel de la salle des machines et des artilleurs ainsi qu'un passage au chantier naval. La réactivation devait selon l'étude de 1999 prendre 14 mois. Dans le rapport de 2004 la durée d'une future réactivation était allongée à 20-40 mois compte tenu de la perte de connaissances des chantiers navals et de la nécessité de reconstituer les capacités desdits chantiers.
Les navires devaient rester ainsi en réserve jusqu'à ce que l’US Navy dispose d'une puissance de feu permettant de soutenir des débarquements amphibies. Le fait de savoir si cette condition était remplie au moment de la mise en retraite des navires qui intervint finalement en 2006 est contesté.

#### Dernière sortie en 2006
Le 17 mars 2006 l’Iowa et le Wisconsin ont été rayés des cadres la flotte de réserve. Ces deux navires doivent devenir des bateaux-musées comme le New Jersey et le Missouri. Mais certains hommes politiques[Qui ?] se sont montrés préoccupés par la perte de la puissance de feu des New Jersey et Missouri et ont fait inscrire dans le National Defense Authorization Act of 2007 que les deux navires devaient être conservés et entretenus de manière que, en cas d'urgence nationale, ils puissent redevenir opérationnels.
Les conditions de ce retrait de la réserve ressemblent à celles de 1996 ; il est, en particulier, clairement spécifié que l'utilisation des navires en tant que bateau-musée n'entraîne pas leur démilitarisation et que les pièces de rechange et les munitions doivent être conservées. En application des préconisations du Congrès concernant la conservation d'une artillerie navale, il est prévu de doter à partir de 2007 les navires de la classe Arleigh Burke de munitions à longue portée.
Actuellement (2021), l’Iowa (vue aérienne) se trouve mouillé à Los Angeles, Californie. Le New Jersey (vue aérienne) est quant à lui à Camden, New Jersey, le Missouri (vue aérienne) à Pearl Harbor, Hawaï et le Wisconsin (vue aérienne) à Norfolk en Virginie.

## Photos détaillées
Photo du haut le Wisconsin en 1944, photo du bas New Jersey en 1985. On distingue clairement les différences entre les 2 navires découlant de la modernisation du second. Ainsi pour la mâture : en 1944 on trouve de petits mâts près des cheminées, alors qu'en 1985 un grand mât tripode est installé près de la cheminée avant avec le radar SPS-49. Entre les cheminées il existe en 1944 un armement anti-aérien remplacé en 1985 par les conteneurs des missiles Tomahawk. Autres différences dans l'armement : en 1944, des canons et mitrailleuses anti-aériennes se trouvaient dans les superstructures ainsi que sur les ponts avant et arrière. Sur le pont arrière se trouvait également une catapulte pour avion et une grue pour la récupération de l'avion, remplacées en 1985 par un pont d'envol pour hélicoptères. On peut remarquer également que l'immatriculation du navire très discrète en 1944 est devenue beaucoup plus visible en 1985.

## Spécifications techniques

### Coque

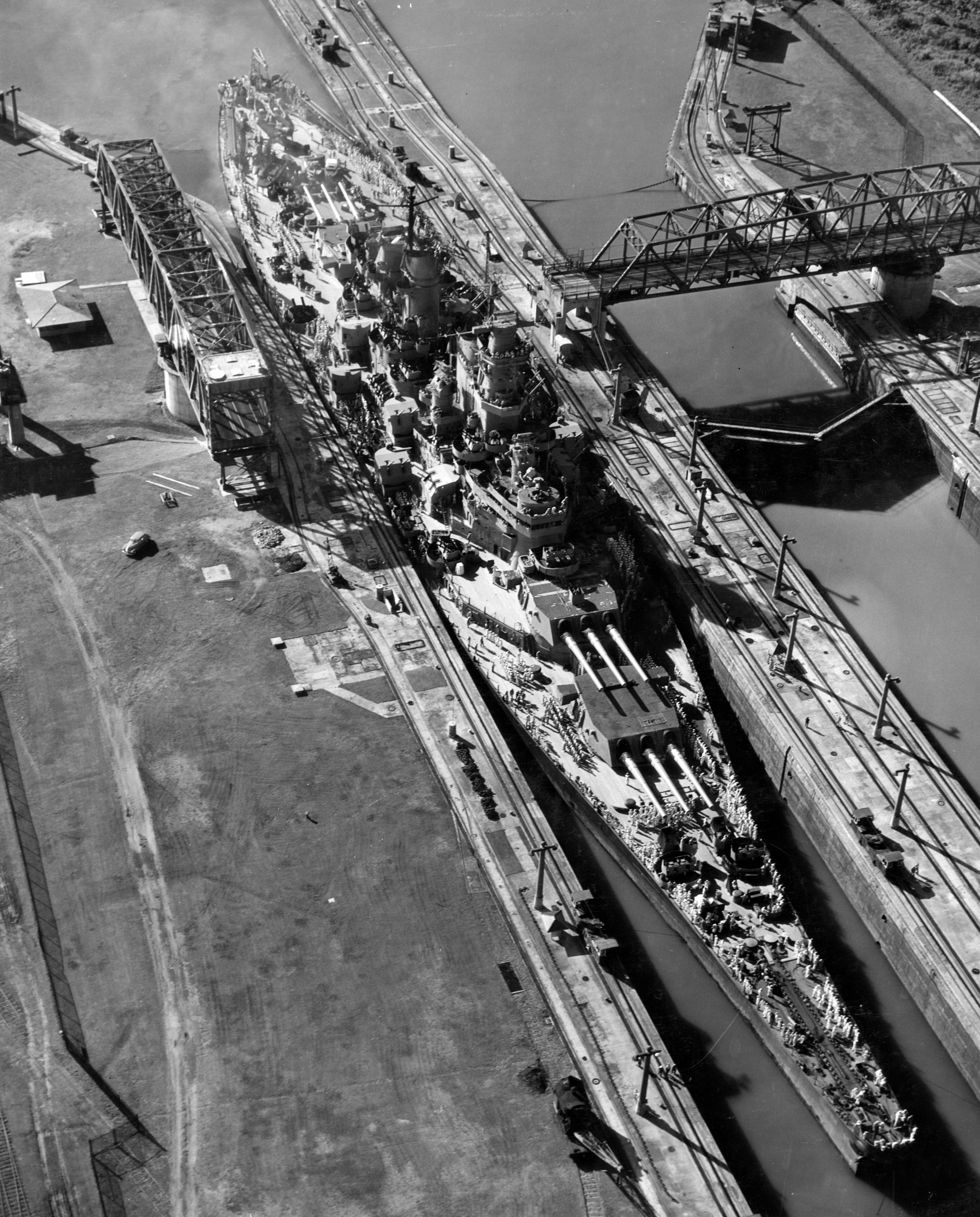
Le Missouri dans le canal de Panama en 1945

#### Coque extérieure
La coque du cuirassé de la classe Iowa est longue de 270 mètres, large de 33 mètres et a un tirant d'eau de 11 mètres. Le déplacement est de 45 000 tonnes standard et d'environ 58 000 tonnes à pleine charge, la coque vide pesant 12 000 tonnes. La taille de la coque répond aux spécifications Panamax qui permettent au navire d'emprunter les écluses du canal de Panama (en ne laissant toutefois que 30 cm de marge de chaque côté). L'étrave est à 11 mètres au-dessus de la surface tandis que la poupe domine la mer de 6,7 mètres. Les cheminées surplombent de 29 mètres le plan d'eau, le mât le plus haut de 40 mètres. Parmi les caractéristiques les plus marquantes de cette classe on trouve la longueur de la partie avant, avec son léger bulbe (surnommé bulbe Taylor) et son profil fortement concave ainsi que la position reculée (aux deux tiers de la longueur) de la partie la plus large du navire résultant du positionnement des salles des machines.
Le blindage du navire est constitué par une ceinture épaisse de 307 mm qui court à peu près de la première tourelle jusqu'à la troisième tourelle ; le blindage s'amincit vers l'arrière et dans la partie inférieure de la coque. Les tourelles et le poste de commandement dans les superstructures ont un blindage de 500 mm, la partie inférieure des tourelles et les parois des barbettes sont recouvertes de plaques d'une épaisseur comprise entre 295 mm et 339 mm. Le cloisonnement intérieur de la coque a une épaisseur d'environ 287 mm. Le bâtiment comporte deux ponts blindés dont seul le premier court d'un bout à l'autre du navire, le second étant interrompu au niveau des salles des chaudières à vapeur. Le blindage complet pèse 18 000 tonnes soit plus d'un tiers du déplacement à vide du navire.
La coque comme les superstructures sont réalisées en acier, tandis que le pont supérieur est en acier recouvert d'une couche de teck de 5 000 m2 qui a été conservée après la Seconde Guerre mondiale (même si toutes les planches de teck originales ont sans doute été remplacées depuis). L'avantage du teck est qu'il n'est pas glissant lorsqu'il est mouillé, qu'il supporte bien l'eau salée et qu'il ne peut pas créer d'étincelle susceptible de déclencher une explosion de la poudre des canons. Pour le camouflage, le pont a été longtemps peint en bleu ou gris. Par la suite le camouflage visuel a perdu de son importance, et le teck a retrouvé sa couleur naturelle. La plate-forme hélicoptère située à la poupe est constituée de plaques d'acier dépourvue de teck.

#### Plan de ponts

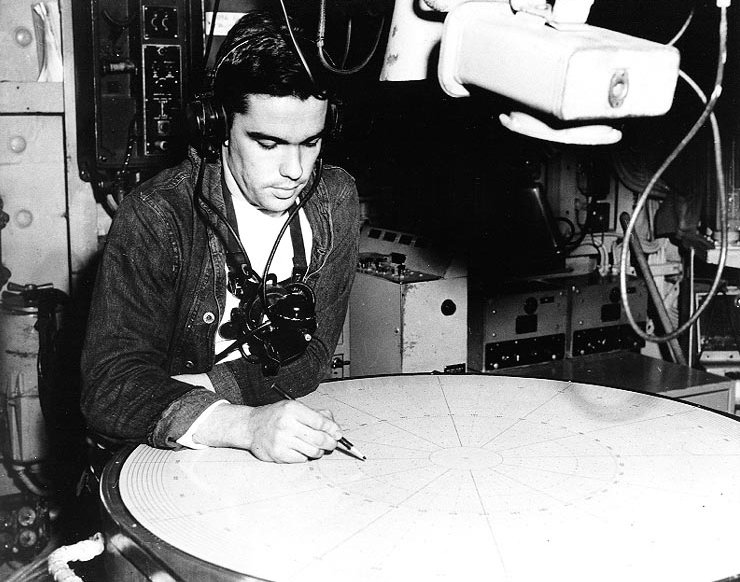
Tir contre la terre à bord du Wisconsin : surveillance de la zone aérienne engagée par les tirs.

Sous le pont supérieur se trouvent les ponts 2 et 3 où sont regroupés, sur toute la longueur du bâtiment, la majorité des postes de couchage et des zones de détente de l'équipage. Sous ces ponts se succèdent trois niveaux qualifiés de platform. On trouve à ces niveaux des espaces de stockage depuis l'étrave jusqu'à la première tourelle puis sous les deux tourelles, jusqu'à la platform 3, leurs soutes et magasins d'approvisionnement en munitions. Plus en arrière se situent les compartiments propulsion des quatre machines d'où sortent les conduits d'évacuation des fumées rejoignant les cheminées. Ensuite on trouve les soutes et magasins de munitions de la tourelle 3 puis, sous la partie arrière, de nouveaux espaces de stockage.
Au-dessus du pont principal les superstructures comprennent six étages (niveaux). Dans les premiers se trouvent les appartements du commandant et ceux que l'amiral occupe lorsque le cuirassé assure la fonction de navire amiral. Au-dessus, en surplomb de la tourelle 2, sont situés le poste central opérations et la direction de tir. On trouve également à ce niveau la barre de secours ainsi que le central radar et le système de surveillance de la zone aérienne engagée par les tirs, permettant de s'assurer que la trajectoire des obus ne croise pas celle d'un avion. Au-dessus du central opérations, à une hauteur de 20 m, est située la passerelle de navigation.

### Propulsion

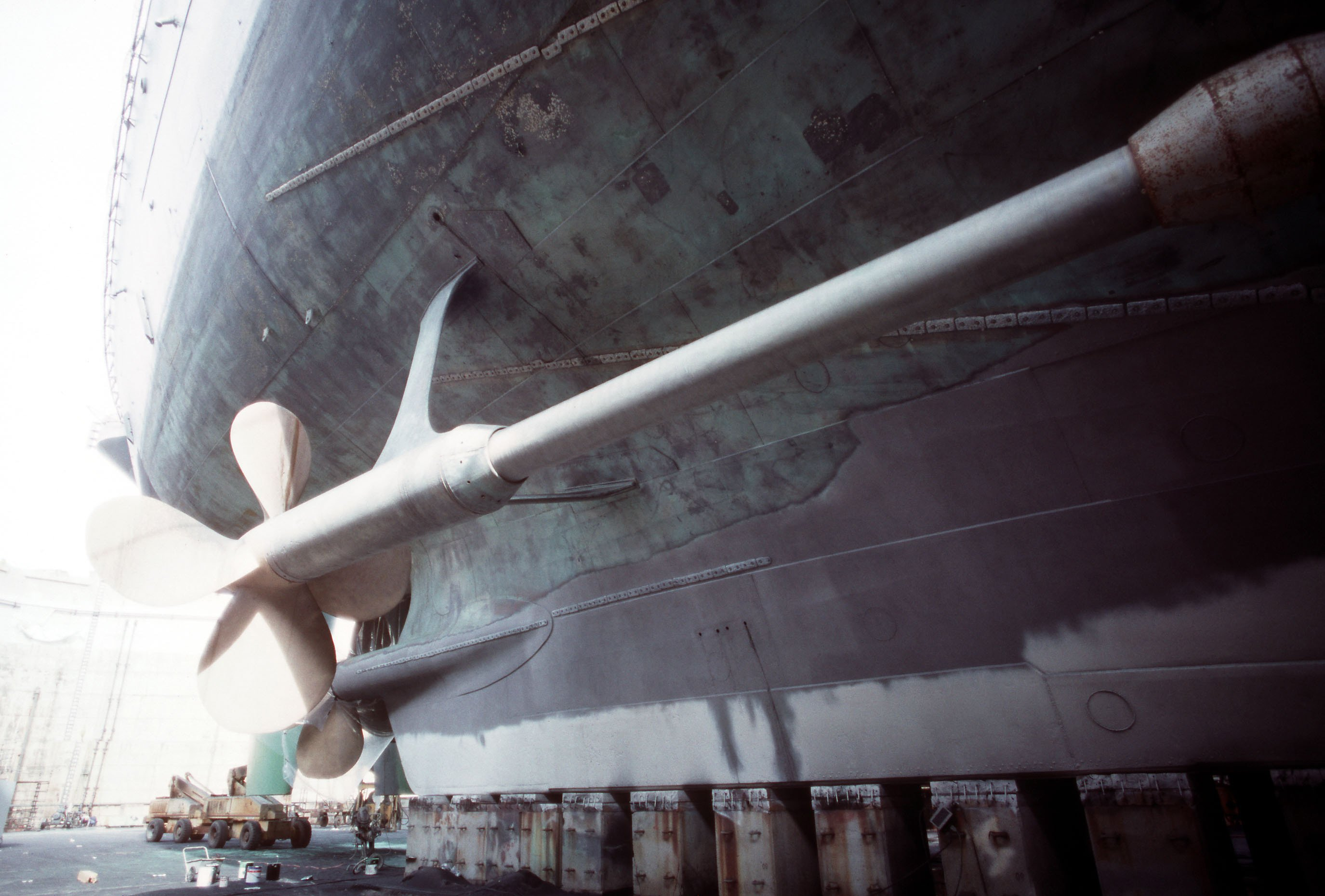
Les deux hélices tribord du Missouri

Avec leur vitesse maximale de 33 nœuds, les bâtiments de la classe Iowa sont les plus rapides des cuirassés jamais construits. Ils sont dotés de quatre lignes d'arbres, les deux lignes extérieures portant des hélices à quatre pales de 5,5 mètres de diamètre et les lignes intérieures des hélices à cinq pales de 5,3 mètres. La puissance installée fournit 212 000 ch (156 MW) en marche avant et 44 000 ch (32 MW) en marche arrière. À l'origine ces bâtiments avaient une capacité de 7 250 tonnes de mazout, ultérieurement remplacé par du Fuel, Naval Distillate (FND), à raison de 60 000 barils (9 600 mètres cubes). L'autonomie obtenue (avec la chauffe au mazout) est de 15 000 milles à vitesse économique (15 nœuds) et de 5 000 milles à vitesse maximale (supérieure à 30 nœuds). La consommation à pleine puissance à 31 nœuds avec une puissance de 186 260 ch est de 66,7 m3/h de mazout lors d'essais en 1985.
Chaque hélice est mue par une machine distincte, constituée de chaudières et d'ensemble de turbines à engrenage (turbo-réducteurs). Chacune des huit chaudières (Babcock & Wilcox) produit une vapeur à la température de 454 °C (surchauffe) sous une pression de 44,6 bars. Celle-ci est injectée dans les turbines à vapeur à haute pression (Westinghouse ou General Electric), qui tournent à la vitesse ordonnée, pouvant atteindre 5 000 tours par minute. La vapeur qui sort de la turbine à trois bars est ensuite injectée dans une turbine basse pression dans laquelle sa pression est ramenée nettement en dessous de un bar (la pression exacte dépend de la température de l'eau de mer). Un réducteur placé sur l'arbre d'hélice réduit sa rotation à 1/20° du régime de la turbine ; la vitesse nominale maximale de la ligne d'arbre est de 250 tours par minute. Ainsi réduit ce régime permet aux hélices de fonctionner avec un rendement optimal. Finalement la vapeur est recueillie dans un condenseur qui, après transformation de la vapeur en eau, réinjecte celle-ci dans les caisses d'alimentation ("caisses alimentaires") des chaudières. Pour compenser l'eau perdue dans le processus il faut en moyenne fournir au circuit un complément de 225 tonnes d'eau distillée par jour.

### Armement

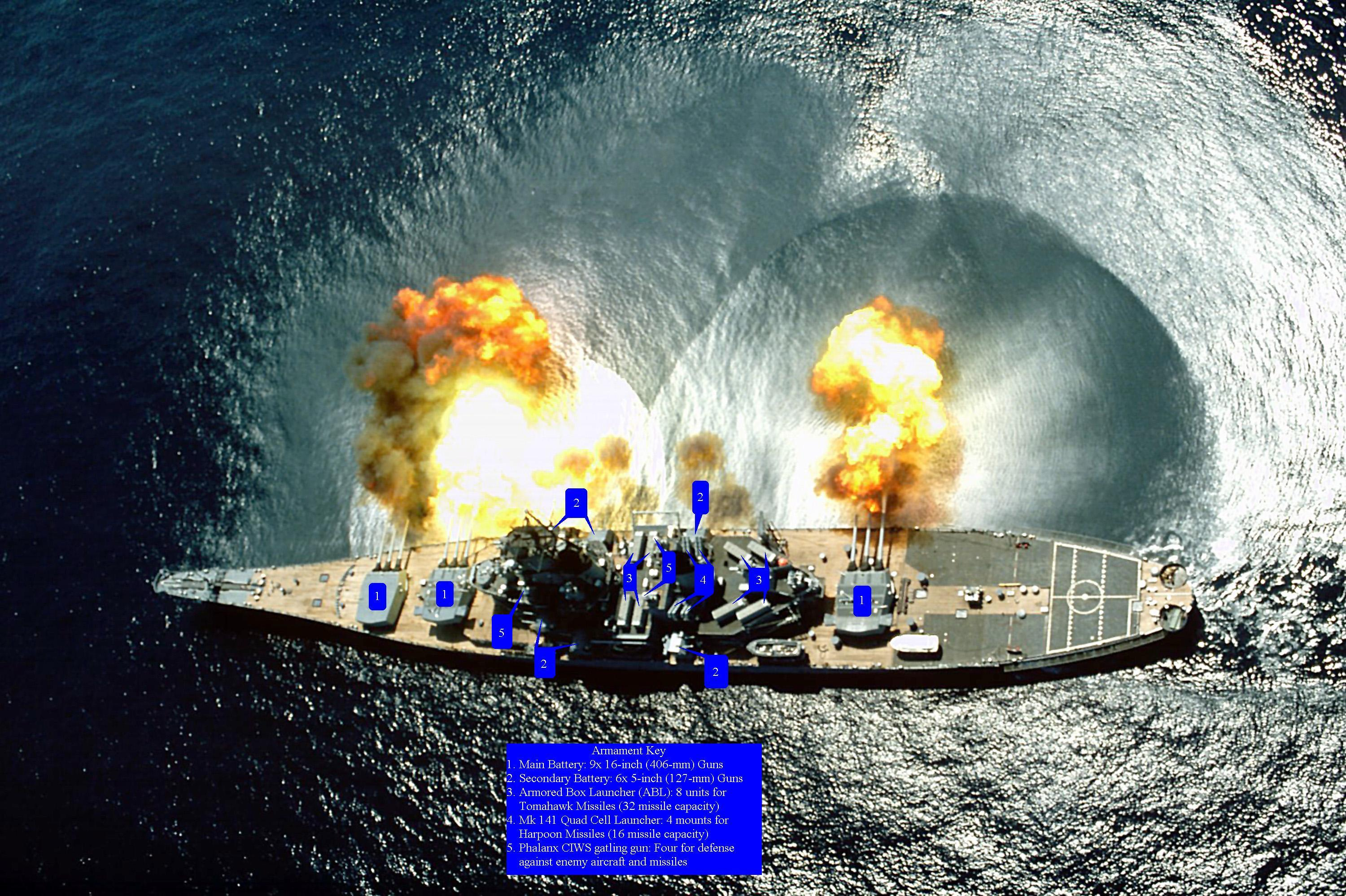
Les cinq principaux systèmes d'armes de l'Iowa après sa modernisation des années 1980.

#### Artillerie

##### Les tourelles de406mm

Coupe d'une tourelle de 406 mm

L'armement principal des Iowa est constitué par trois tourelles comportant chacune trois canons de 406 mm de calibre 50 (tube long de 20,3 mètres). Deux des tourelles, (les tourelles 1 et 2) se trouvent à l'avant, la troisième à l'arrière des superstructures centrales. Les tourelles pouvaient pivoter de 300 degrés. Les tourelles sont simplement posées sur leur couronne et maintenues en place par leur seul poids (environ 1 700 tonnes). Il faut au minimum 77 hommes pour alimenter chaque tourelle en munitions et poudre.

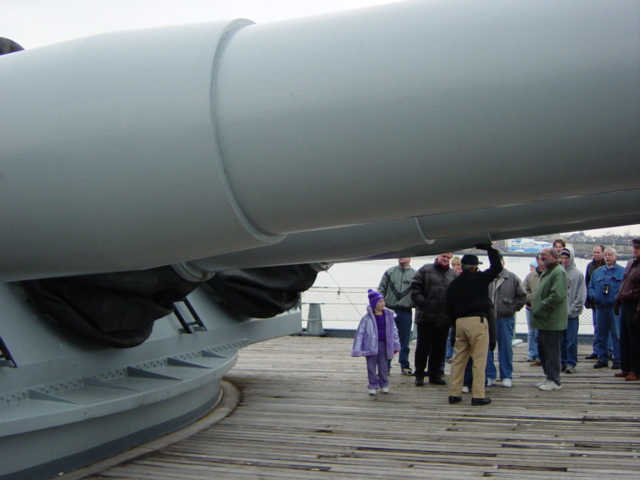
Comparaison avec des visiteurs à bord du USS New Jersey

Chacun des canons peut tirer de manière autonome ; il doit être incliné de 5° pour pouvoir être rechargé. L'inclinaison du tir peut être comprise entre -5° et 45°, la vitesse d'inclinaison du canon étant de 12° par seconde. La tourelle pouvant pivoter de 300°, elle a la possibilité de tirer « par-dessus l'épaule » à plus de 90° sur son arrière. Les tourelles avant ne peuvent pas tirer dans l'axe car une antenne se trouve juste devant depuis 1980, mais également parce que l'onde de choc du projectile pourrait endommager la proue. Une situation analogue existe pour la tourelle arrière. La vitesse de rotation est de 4° par seconde.
Plusieurs types de munitions peuvent être tirés ; le magasin à munitions contient 1 200 coups. Les munitions Mk 8 APC (obus coiffé anti-blindage) sont utilisés contre les objectifs protégés. Leur portée est de 39 km et ils pèsent 1 200 kg. L'APC a une vitesse initiale de 820 m/s et il reste environ 90 secondes en l'air. À 18 km il peut percer une épaisseur de blindage de 50 cm ou 6,4 m de béton armé. Il contient 18 kg d'explosifs, le reste du poids de cette munition longue de 1,67 m étant constitué par l'enveloppe, l'amorce et la coiffe. Les munitions contiennent également un colorant qui permet de colorer les gerbes d'eau soulevées par les munitions qui ont manqué leur cible.
Les munitions Mk 13HC (haute capacité explosive) de 850 kg sont utilisées contre les cibles non protégées ou pour les attaques de troupes terrestres. L'explosion peut selon le type de sol creuser un cratère pouvant faire un diamètre de 15 mètres et 6 mètres de profondeur, l'onde de choc effeuillant les arbres dans un rayon de 360 mètres.
Le W23/Mk23 Katie était un obus atomique d'une puissance comprise entre 15 et 20 kilotonnes, soit une puissance équivalente à la bombe qui détruisit Hiroshima. Fabriqué en 50 exemplaires à partir de 1956 pour être utilisé par ces cuirassés, il a été retiré du service dès 1962. L'USS New Jersey et l'USS Wisconsin ont été modifiés pour les tirer. Le magasin de la tourelle II de ces navires a été aménagé pour disposer d'une zone de stockage sécurisée pour dix Mk-23 Katie et neuf obus d'entraînement Mark 24.

##### Les canons multi-emplois de127mm

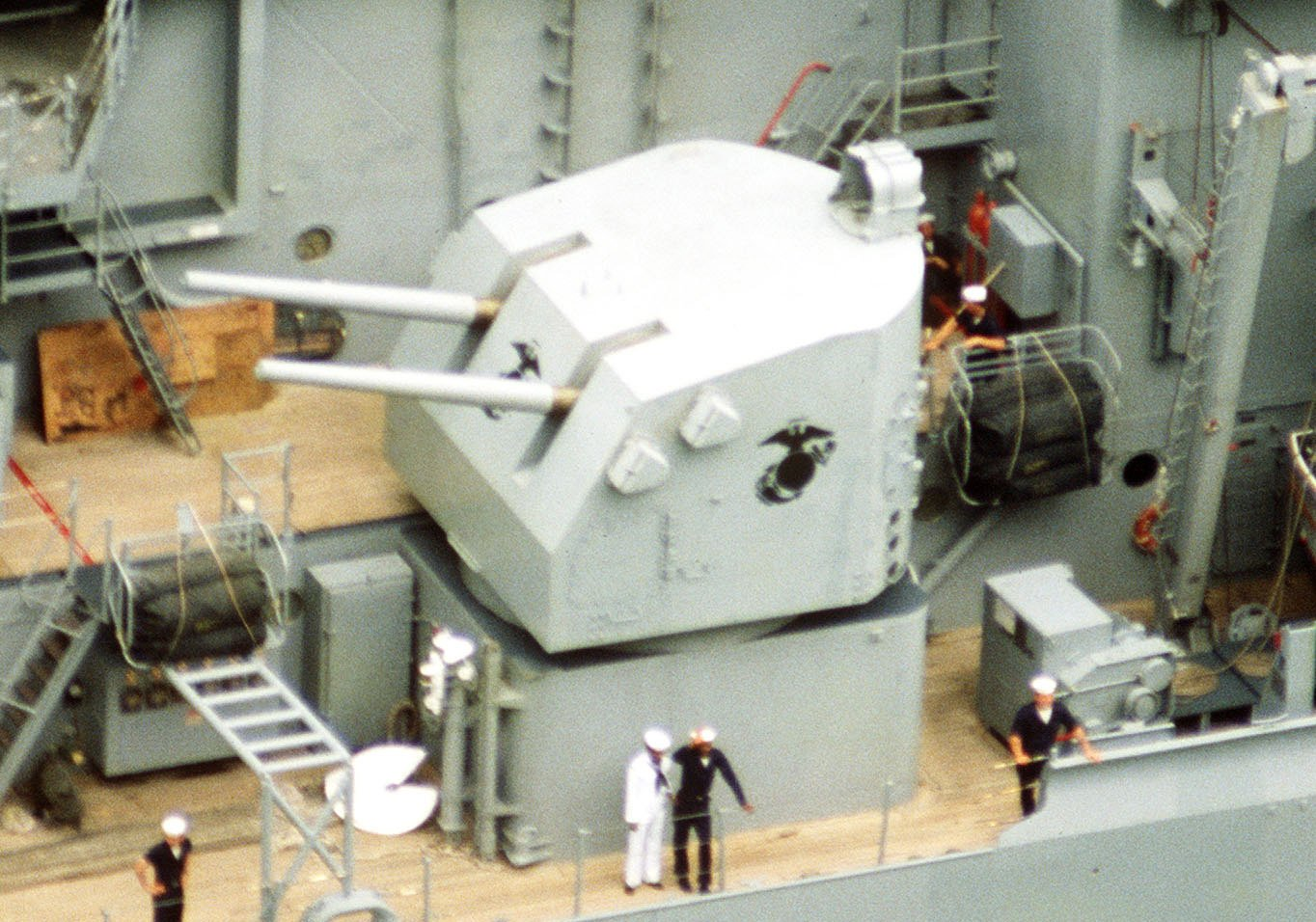
Une pièce de 127 mm sur le New Jersey

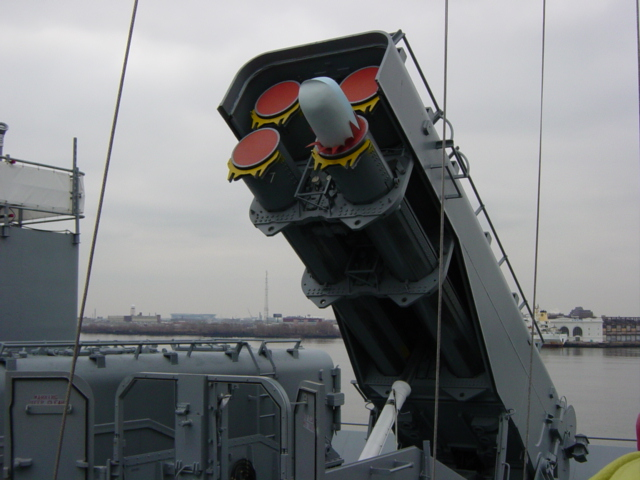
Un conteneur quadruple de missiles Tomahawk sur le New Jersey

Chaque unité dispose d'une artillerie secondaire composée de 10 pièces doubles de 127 mm (calibre 38) comportant un bouclier anti-éclats. Ces canons étaient disposés des deux côtés des superstructures centrales ; après la modernisation, il ne subsistait plus que 3 pièces de chaque côté.
Ces canons conçus pour la défense anti-aérienne durant la Seconde Guerre mondiale furent, durant la guerre du Golfe, convertis en armes contre but terrestre grâce au développement de fusées de proximité. Leur portée était de 14 km, ils pouvaient être rechargés aussi vite que les préposés pouvaient les alimenter, la cadence maximale se situant entre 16 et 23 coups par minute.

##### Canons antiaériens de40mm
À leur lancement chaque cuirassé possédait 20 pièces antiaériennes de type Bofors 40 mm. Ces pièces se trouvaient de part et d'autre de l'îlot central, à la proue et à la poupe, ainsi que sur le toit des tourelles 2 et 3. Ces pièces furent démontées lors de la modernisation des cuirassés, car leur efficacité était réduite contre les avions à réaction.

##### Canons de20mm
49 pièces antiaériennes de 20 mm de Oerlikon Contraves étaient également situées de part et d'autre de l'îlot ainsi qu'à la poupe et à la proue. Ces armes, déjà relativement inefficaces contre les kamikazes, furent en grande partie démontées en 1950, les dernières étant enlevées dans les années 1980.

##### Système de défense aérien rapproché Phalanx CIWS
À partir de la refonte, quatre systèmes Phalanx CIWS dédiés à la défense antimissile sont installés au niveau de l'îlot. Les canons Gatling qui équipent ces systèmes sont conçus pour abattre les missiles en fin de course avec des projectiles de 20 mm tirés à une cadence de 3 000 coups par minute.

#### Missiles
À partir de la refonte les Iowa sont équipés de missiles. Quatre conteneurs blindés (Armored Box Launcher) contenant chacun 4 Tomahawk BGM-109 (contre but terrestre) sont installés entre les cheminées au milieu du navire sur une plateforme sur laquelle se situaient auparavant des pièces anti-aériennes de 40 mm. Sur le même support sont également installés quatre lanceurs Harpoon AGM-84 anti-navires. Derrière la cheminée arrière sont installés quatre autres conteneurs de quatre Tomahawk. Ces systèmes d'armes présentent l'inconvénient de ne pas pouvoir être rechargés en mer, si bien que l'armement total en missiles du navire se limite à 32 Tomahawks et 16 Harpoons, ces missiles de croisière sont aussi tirés par des sous-marins.

### Électronique

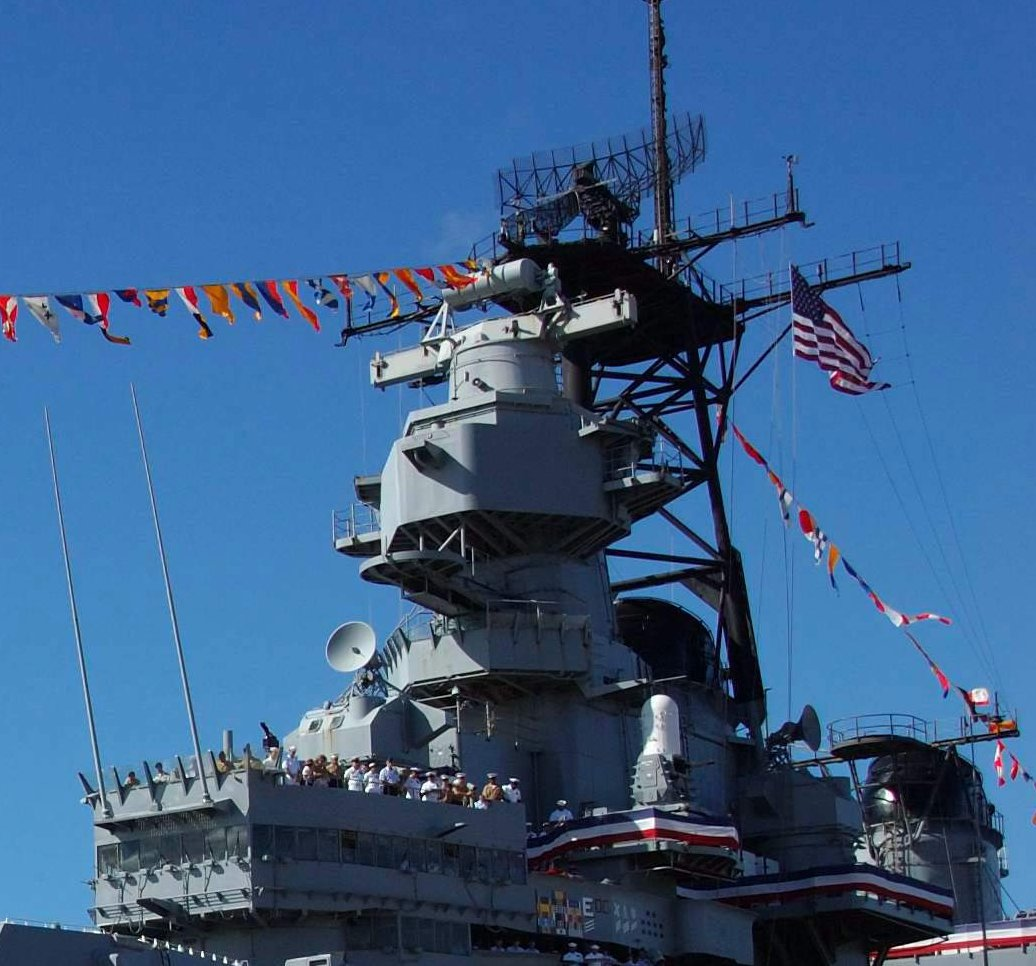
L'antenne noire sur le mât est un SPS-49. Devant elle, l'appareil gris est le système de conduite de tir Mk. 38. Les antennes radar au-dessus du pont et sur l'arrière droit font partie de la conduite de tir Mk-37.

#### Radar et système de conduite de tir
Durant la Seconde Guerre mondiale, un radar de type SK plus tard SK-2 puis SC-2 était installé dans le mât principal. Ce radar de surveillance avait une portée de 120 milles pour les avions volant à haute altitude. À partir de la guerre de Corée, la surveillance aérienne fut confiée à un SPS-6 de Westinghouse, qui avait une portée de 140 milles. La surveillance des cibles aériennes à haute altitude était confiée à un SPS-8A. Le radar de navigation était au début de la guerre de Corée un SPS-10 de Raytheon.
Après l'installation des missiles, des radars plus modernes furent installés. Le SPS-49 de Raytheon, d'une portée de 250 milles nautiques, positionné dans le mât situé près de la cheminée avant, assure la surveillance aérienne. Le système URN-25 TACAN, d'une puissance de 360 watts, installé derrière le SPS au plus haut point du navire, surveille les fréquences radar et la bande D. Le SPS-67 de EDO Corporation, qui émet sur la bande G avec une puissance de 28 kW, surveille la situation en surface avec une portée de 100 km.
Juste devant le centre de commandement se trouve le radar SPQ-9A à la forme sphérique d'une portée de 20 milles qui fonctionne en bande I et qui, avec les quatre systèmes de conduite de tir Mk37 situés autour des superstructures, dirige le feu des tourelles de 127 mm. La direction des tourelles de 406 mm est assurée par les conduites de tir Mk38 : un de ces systèmes se trouve sur un bâti situé sur le pont, un autre derrière la cheminée arrière. On ne sait pas s'il avait été prévu que le SPQ-9 devait être modifié pour desservir les tourelles de l'armement principal. Un autre radôme, situé devant la cheminée arrière, contient le système qui fournit la liaison entre le navire et les drones de reconnaissance.

#### Systèmes de protection
Depuis la refonte il existe de nombreux systèmes défensifs à bord. Le SLQ-32(V)3 est destiné au combat électronique. Les antennes qui se trouvent sur les superstructures peuvent être utilisés pour la détection de radars et pour les contre-mesures électroniques. Le Mark36 SRBOC qui lance des leurres radar et des paillettes, fait également partie du SLQ-32 : ces dispositifs doivent détourner les missiles à guidage infrarouge ou radar approchant du navire. Contre les attaques par torpilles le navire dispose d'une torpille Nixie (bruiteur) qui lorsqu'elle est remorquée derrière le navire, imite le bruit d'hélices du navire pour détourner les torpilles de leur objectif réel.

#### Énergie électrique
L'énergie électrique est fournie sur les bâtiments de la classe Iowa par huit turbo-générateurs (Ship's Service Turbine Generators : SSTGs) construits par Westinghouse. Ces turbines d'une puissance de 1,25 MW chacune (10 MW en tout) utilisent la vapeur produite par les chaudières du système de propulsion principal. Deux moteurs Diesel de 250 kW constituent le système de secours.
Pour pallier d'éventuelles coupures du circuit électrique dues aux avaries subies durant le combat, il existe sous le pont inférieur un circuit électrique de secours Casualty Power System. Celui-ci est constitué de longs câbles reliés à des prises situées dans les cloisons. Grâce à ce système les sections endommagées peuvent être contournées et le courant électrique peut être fourni à toutes les parties du bâtiment malgré les dommages.

### Aéronefs

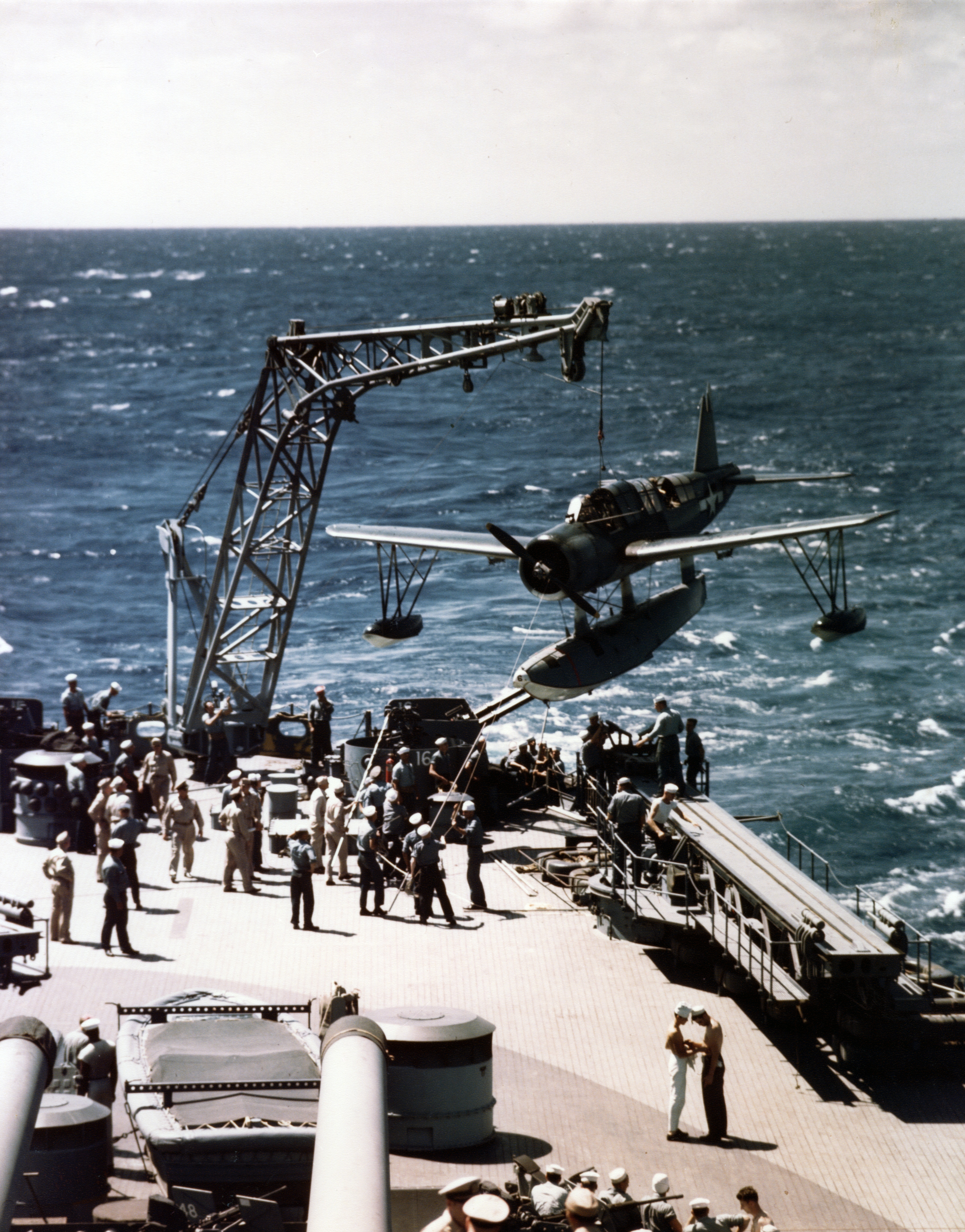
Un OS2U Kingfisher est installé sur la catapulte

#### Avions
Les navires de batailles et les croiseurs de l’US Navy disposaient traditionnellement d'avions embarqués pour la reconnaissance et la désignation de cibles pour l'armement principal. C'étaient le cas des Iowa qui disposaient de deux catapultes installées à la poupe. Au début, les Iowa embarquaient des avions de reconnaissance de type Vought OS2U Kingfisher monoplace puis à partir de 1945 des monoplaces Curtiss SC Seahawk de Curtiss. Ces avions étaient lancés selon un angle légèrement écarté de l'axe de progression du navire pour pouvoir bénéficier du vent apparent créé par le déplacement du navire. Ils n'étaient pas armés. À la fin de la mission les pilotes faisaient amerrir leur machine à proximité des navires ; les avions étaient récupérés à l'aide d'une grue située sur le pont arrière. Comme la mer était souvent trop agitée pour permettre l'amerrissage d'aussi petits avions, le cuirassé faisait d'habitude un demi-cercle pour créer une zone moins agitée dans laquelle l'avion pouvait se poser. Généralement, il y avait un avion de reconnaissance sur chaque catapulte, plus un avion de réserve sur le pont.

#### Hélicoptères
À partir de 1949, un hélicoptère fut utilisé pour la première fois ce qui permettait d'éviter le dangereux amerrissage. Comme à cette époque les catapultes et les pièces antiaériennes étaient toujours en place sur la plage arrière, l'hélicoptère décollait de la tourelle 1 ; les premiers modèles utilisés étaient des Bell 47. Lors du conflit américano-vietnamien, une plateforme d'atterrissage fut installée sur la plage arrière, mais aucun hangar n'était prévu pour abriter les appareils. À partir des années 1980 il y avait jusqu'à quatre appareils qui pouvaient être des Kaman SH-2 Seasprite, Sikorsky SH-3 Seaking, Boeing CH-46 Sea Knight ou des Sikorsky SH-60B Seahawk ; ces hélicoptères étaient utilisés non seulement pour la reconnaissance mais également pour le transport de l'approvisionnement et étaient parfois engagés pour la traque des sous-marins.

#### Drones

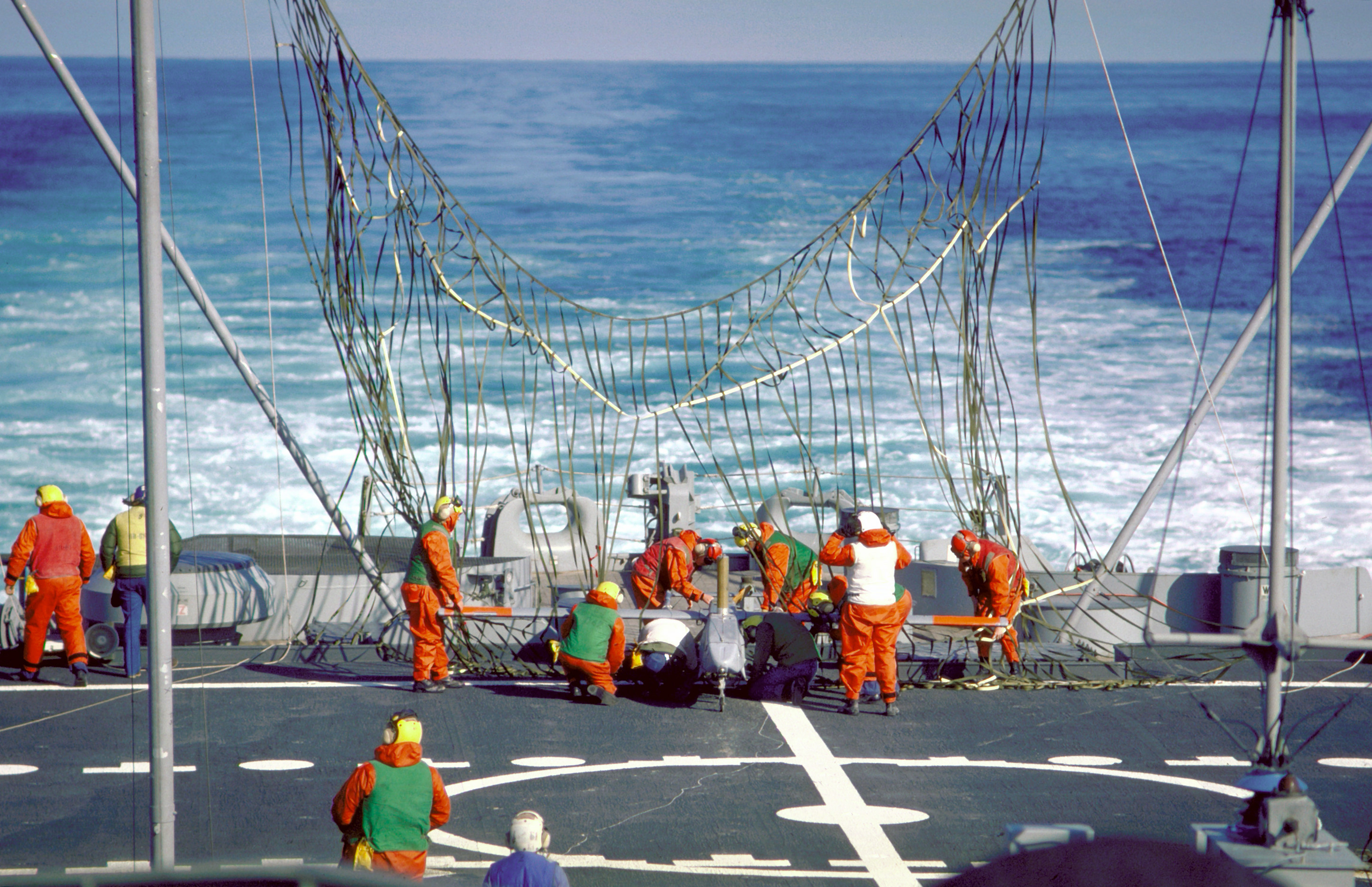
Récupération d'un drone

À partir du début des années 1990 le cuirassé pouvait mettre en œuvre des drones RQ-2 Pionneer pour des missions reconnaissance. Les engins sont lancés depuis la poupe au moyen d'un propulseur. Les drones peuvent être contrôlés depuis le navire durant des missions de plusieurs heures. L'image vidéo envoyée par la caméra embarquée dans le drone est transmise en temps réel au navire. L'atterrissage du drone sur le petit pont d'atterrissage des Iowa étant délicat, une autre technique est utilisée : un grand filet est tendu en travers du navire vers lequel le drone est dirigé à faible vitesse. Durant la guerre du Golfe jusqu'à 8 drones ont été mis en œuvre simultanément sur les 2 unités Iowa engagées.

## Équipage

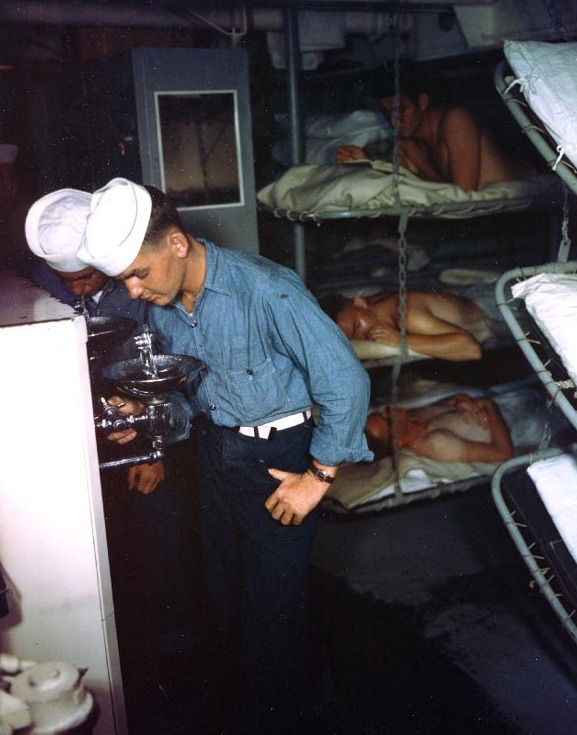
Deux matelots en train de boire l'eau d'une fontaine dans le quartier de l'équipage du Missouri (été 1944).

À leur entrée en service, les bateaux de la classe Iowa avaient un équipage d'environ 2 800 hommes, dont 134 officiers, auquel s'ajoutait un détachement de marines. Après la refonte des Iowa l'équipage nécessaire est ramené à environ 1 500 hommes, essentiellement du fait du retrait des pièces anti-aériennes dont la mise en œuvre nécessitait un grand nombre d'hommes. Chaque marin a sa propre couchette (il n'y a pas de « couchette chaude » c'est-à-dire occupée successivement par plusieurs marins). Les espaces dédiés à l'équipage occupent pratiquement l'ensemble des ponts 2 et 3.
À bord, on trouve tout ce dont les marins ont besoin durant les longs déplacements. Entre autres, plusieurs médecins des différentes spécialités, des coiffeurs, des blanchisseries ainsi que des commerces dans lesquelles les matelots peuvent acheter le nécessaire pour leurs besoins de tous les jours. Pour nourrir l'équipage, il existe des cambuses et une boulangerie ; le repas est servi dans des cantines où matelots, gradés et officiers mangent séparés. Les marins peuvent choisir entre une restauration de type fast-food qui sert hamburger, pommes-frites et hot dog, et la « chaîne de restauration Truman » qui sert des repas plus équilibrés comprenant des légumes, des pommes de terre, des plats préparés.
À bord des Iowa on trouve trois distillateurs qui peuvent fournir 225 000 litres d'eau douce par jour. Cette eau est principalement utilisée pour alimenter les chaudières du système de propulsion. Une fraction de cette eau est également utilisée pour la cuisine, le nettoyage et les douches ; les WC du bord utilisent l'eau de mer : cela vaut pour toutes les toilettes du bord, sauf celle de la prison (le brigg), cette dernière étant alimentée en eau douce pour empêcher les prisonniers de se rendre malades en ingurgitant l'eau salée afin d'être transportés à l'infirmerie (sick bay).

## Classe Iowa au combat

### Engagements des Iowa

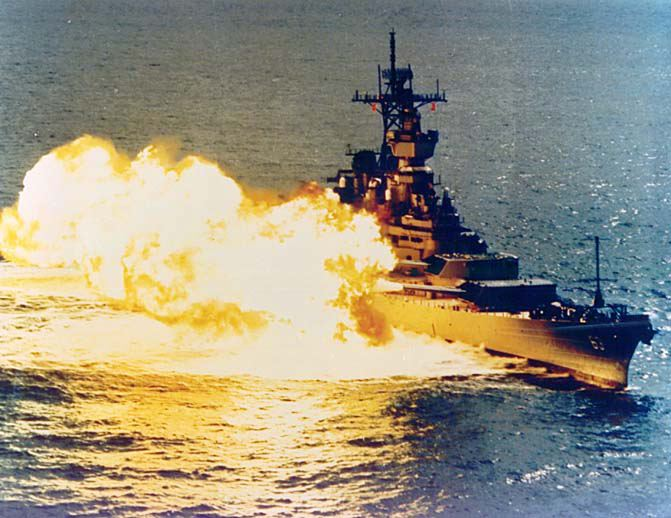
Le Missouri tire une bordée complète.

Les cuirassés Iowa avaient été conçus pour une confrontation directe avec des navires similaires, c’est-à-dire disposant d'un armement lourd et d'un blindage épais. Mais les Iowa n'eurent jamais l'occasion de livrer ce « combat de titans » car les cuirassés les plus récents de la flotte japonaise, le Yamato (construit en 1941) et le Musashi (1942), n'étaient pratiquement plus opérationnels à l'époque de la mise en service des Iowa, faute de carburant, et furent finalement coulés par des attaques aériennes. Aussi les Iowa furent-ils essentiellement utilisés dans la phase préparatoire des débarquements dans les îles du Pacifique : ils écrasaient les plages de débarquement sous leurs projectiles et la portée des canons de 406 mm leur permettaient de détruire les installations militaires et industrielles situées à l'intérieur des terres. En tant que navire de soutien, les cuirassés Iowa, dotés d'un puissant armement antiaérien, permirent également de repousser les attaques des avions torpilleurs puis plus tard des kamikazes. Les Iowa eurent également ce rôle d'artillerie mobile et de navire antiaérien durant la guerre de Corée.
Durant la courte intervention du New Jersey durant la guerre du Viêt Nam, le navire fut utilisé uniquement pour bombarder des objectifs terrestres, les avions à réaction étant trop rapides pour la DCA du navire. Au cours du dernier engagement des Iowa, durant la deuxième guerre du Golfe, leur capacité opérationnelle chuta encore fortement. Les deux navires engagés servirent de plateforme de lancement pour des missiles tirés sur l'Irak ; ils tirèrent respectivement 24 et 28 Tomahawks. L'artillerie ne put être utilisée car les Iowa ne pouvaient s'approcher suffisamment de la côte faute d'un sonar et d'une protection adaptée contre les mines que les Irakiens avaient mouillées en grand nombre dans les eaux côtières.

### Accidents et pertes humaines

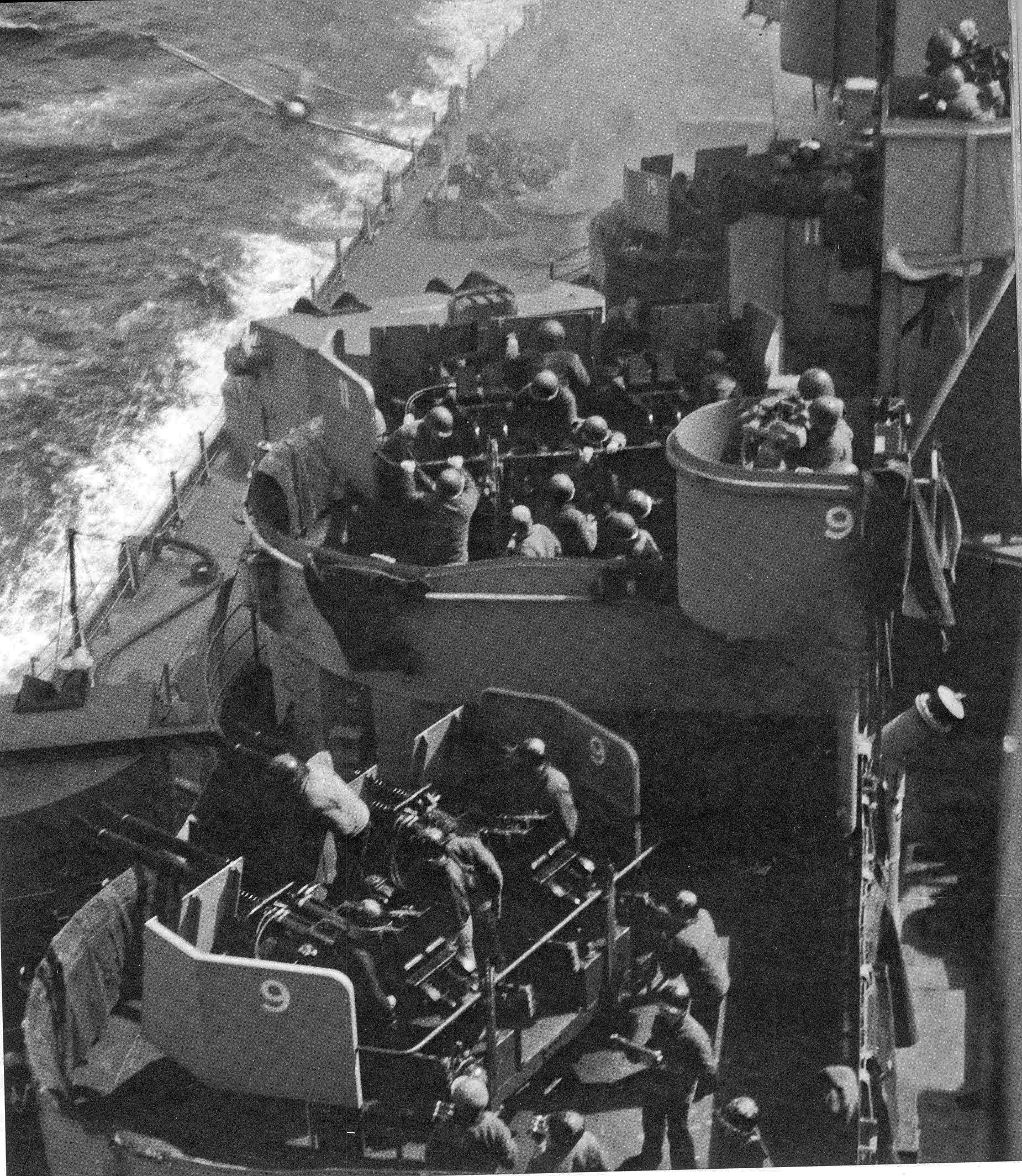
Attaque de kamikaze sur le Missouri à Okinawa. La photo est prise une fraction de seconde avant l'impact d'un Zéro

Seul le Missouri, touché à deux reprises par des kamikazes japonais, subit des dommages dus à des actions ennemies durant les conflits auxquels participèrent les cuirassés de la classe Iowa. Le premier kamikaze s'écrasa le 11er avril 1945 au niveau du pont principal, à hauteur de la tourelle 3. Une partie de l'avion et le corps du pilote japonais s'écrasèrent sur le pont tandis que le carburant de l'avion se déversait à la mer sans exploser. Le feu qui s'était déclaré à bord fut éteint en quelques minutes. Il n'y eut aucune victime côté américain. La deuxième attaque ne percuta pas de plein fouet le bâtiment, l'avion kamikaze accrochant seulement, avec son aile, la grue de manutention des hydravions du bord, située à l'extrême arrière du pont. L'avion tomba dans le sillage du Missouri et explosa. Les éclats fusèrent jusqu'à la tourelle 3 et blessèrent plusieurs hommes d'équipage.
Le Wisconsin perdit ses trois hydravions et le Iowa également un des siens et eut deux blessés lors du typhon Cobra le 17 et 18 décembre 1944.
Durant les années 1950 le Missouri s'échoua une fois devant la côte ouest des États-Unis et le Wisconsin trois fois. Le Missouri s'échoua près de Hampton Roads (Virginie) et ne fut déséchoué que deux semaines plus tard par des remorqueurs ; il dut alors passer au bassin, en cale sèche pendant plusieurs jours. Si le Wisconsin ne fut pas endommagé par ses échouements, sa collision en 1956, avec le destroyer USS Eaton fit de tels dégâts que le navire passa 16 jours au chantier naval de Norfolk où les premiers 20 mètres de la proue furent remplacés par la section équivalente prélevée sur le USS Kentucky inachevé.
L'accident le plus important eut lieu sur l'USS Iowa en 1989 à bord duquel une explosion se produisit dans la tourelle 2, faisant 47 victimes. Une commission d'enquête menée, entre autres, par le GAO assisté par les laboratoires Sandia, conclut que l'accident était dû à une surcharge de gargousses. Cependant la marine n'a pas retenu cette hypothèse et décida que la cause de l'explosion ne pouvait pas être déterminée. Comme le bâtiment devait être retiré du service peu de temps plus tard, aucune réparation ne fut entreprise.
Durant la guerre du Golfe de 1991, le Missouri fut victime d'un tir ami le 25 février 1991. Le Missouri avait tiré des leurres anti-radar, car deux missiles P-15 Termit avaient été tirés sur l'escadre depuis la terre ferme. D'après les informations fournies par l'US Navy, le Phalanx CIWS de la frégate USS Jarrett (FFG-33) de la classe Oliver Hazard Perry prit pour cible les paillettes lancées par le Missouri et quatre à cinq projectiles frappèrent le Missouri sans faire de blessés. Entre autres, le pont où fut signée la capitulation du Japon est touché.